# Kate Spade
Pour les articles homonymes, voir Spade.
Kate Spade puis Kate Valentine, née le 24 décembre 1962 à Kansas City et morte le 5 juin 2018 à New York, est une styliste américaine.
Elle a créé son entreprise Kate Spade & Co. Connue essentiellement pour ses sacs à main sur lesquels elle a basé son succès commercial, elle diversifie sa marque par la suite, utilisant principalement la marque Kate Spade New York (en) luxueuse, et Kate Spade Saturday, marque de prêt-à-porter plus accessible financièrement mais aujourd'hui disparue.

## Biographie

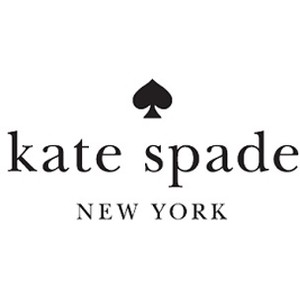
Logo de la marque.

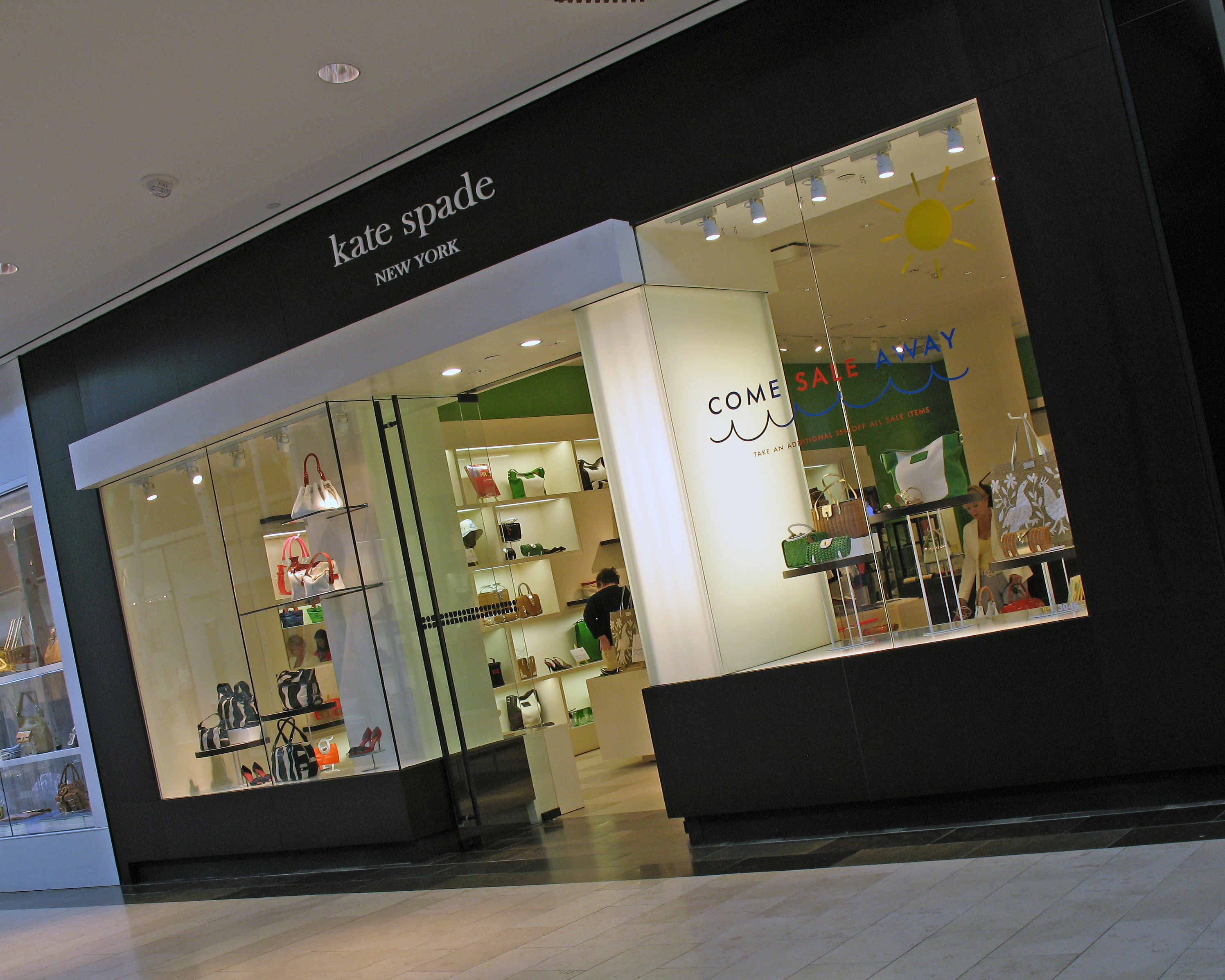
Une boutique Kate Spade dans la galerie marchande Natick Collection à Natick (Massachusetts).

Katherine Noel Brosnahan obtient son diplôme de journalisme à l'université d'État de l'Arizona puis exerce un emploi temporaire dans le magazine Mademoiselle à New York.
Elle rencontre son mari Andy Spade pendant ses études à l'université d'État de l'Arizona. Ce dernier vient de Scottsdale en Arizona et est le frère aîné de l’acteur David Spade.
En 1993, Andy et Kate créent ensemble leur marque dont la société a son siège est à New York, puis se marient l'année suivante. Ils commencent par vendre principalement des sacs à main puis se diversifient dans les accessoires de mode et de décoration intérieure.
Il y a plus de 200 enseignes Kate Spade dans le monde. La compagnie Neiman-Marcus Group Inc. a acquis en 1999 la majorité des parts de la société Kate Spade.
En 2004, le magazine Women's Wear Daily a donné le chiffre des ventes de Kate Spade qui était de 125 millions de dollars américains. Il est prévu qu'en fin 2005 les ventes atteignent et dépassent les 200 millions de dollars. la marque reste particulièrement connue des fashionistas pour ses sacs à main. De nos jours, la marque n'a plus de rapport avec sa fondatrice.
Kate Spade se suicide à l'âge de 55 ans, le 5 juin 2018 à New York, et est incinérée au Château de Becker.

## Marques Kate Spade
Le 7 juin 2019, Kate Spade New York (en) et le créateur de parfums et de cosmétiques français Interparfums signent un accord de licence sur les parfums Kate Spade pour une durée de 11 ans.

## Distinctions
- CFDA Prix international